# داريل جونسون (مدرب كرة سلة)
داريل جونسون (بالإنجليزية: Darrel Johnson)‏ هو مدرب كرة سلة أمريكي، ولد في 21 فبراير 1955.

## روابط خارجية
- داريل جونسون على موقع كلية كرة السلة في سبورتس رفرنس.كوم (الإنجليزية)